# Château Vallombrosa
Pour les articles homonymes, voir Château des Tours.
Le château Vallombrosa est une gigantesque demeure néo-gothique construite à Cannes entre 1852 et 1856 par sir Thomas Robinson Woolfield pour le compte de Lord Londesborough ; il porta les noms de « château des Tours » (appelé aussi « villa Sainte-Ursule »), et plus tard « Hôtel du Parc ». 
En 1858 le château est acquis pour 180 000 francs par Riccardo ou Richard-Marie-Jean Etienne Manca-Amat (1834-1903), duc de Vallombrosa et d'Asinara, d'origine sarde ; il le vendra en 1893 au riche hôtelier allemand Martin Ellmer, qui le fit transformer à partir de 1906 en palace de style baroque sous le nom d'Hôtel du Parc par Laurent Vianay. Depuis 1934, c'est un immeuble en copropriété. Entre autres anecdotes, on notera que les acquéreurs de chaque étage avaient à leur disposition un plateau d'environ 800 m² dans lequel était créé leur propre appartement. Pour exemple, le rez-de-chaussée fut acquis par une famille pour y loger ses enfants et leurs enfants, il s'agissait auparavant des salons de réception du Palace.

## Situation géographique
Le château Vallombrosa est situé au 6, avenue Jean de Noailles.

## Architecture

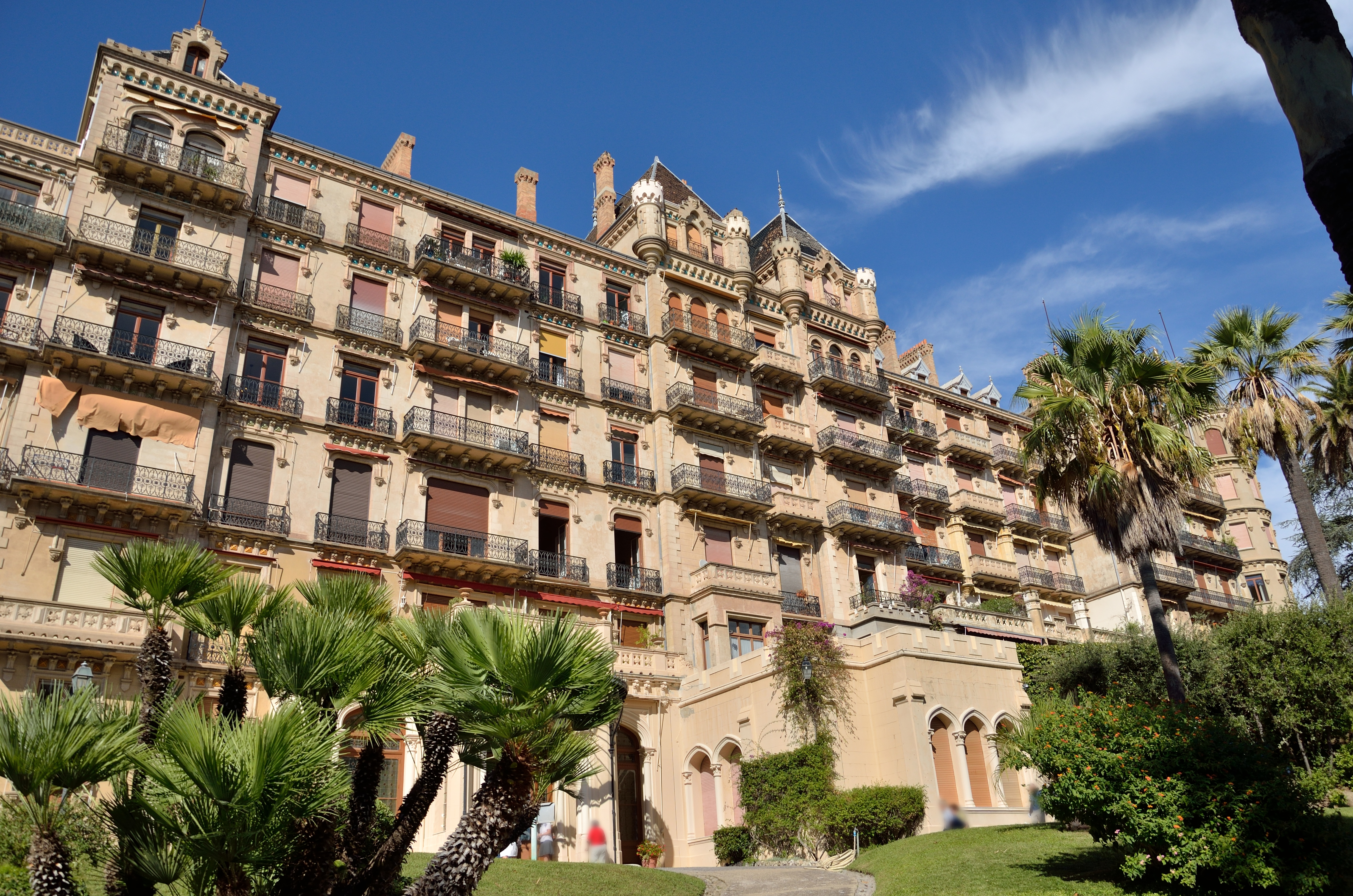
Façade du château Vallombrosa.

Le château est planté sur les rochers escarpés du vallon du Riou. Entièrement construit en gneiss rose, il est à l'origine de style néo-gothique, flanqué de neuf tours carrées et rondes contenant les escaliers de service en vis et hérissées de poivrières et de mâchicoulis crénelés. Le plan possède deux axes de circulation incluant l'escalier principal. Le château a un porche couvert en terrasse cantonné de tourelles. 
Lui est annexée une chapelle voûtée d'élégantes ogives, aux nervures polychromes, dont le chœur est de forme polygonale et décoré de motifs végétaux sculptés. Des boiseries en chêne à panneaux à « plis de serviette » ornent la chapelle. Cet ensemble est couronné par des scènes sculptées en bas-relief du Chemin de croix. Au-dessus, on peut observer des chefs-d’œuvre de la peinture italienne. Les vitraux du chœur représentent la Vierge, sainte Geneviève et saint Richard, patrons de la duchesse et du duc. La tribune en bois, sur consoles, a un garde-corps ajouré.
L’édifice s'intègre dans un parc tropical de trois hectares. 

## Historique

### Origine
À l'origine le château faisait partie d'une des nombreuses demeures de prestige bâties par le promoteur Sir Thomas Robinson Woolfield pour le compte d'acheteurs fortunés. Il est dû à l'architecte anglais Thomas Smith et à l'entrepreneur anglais Odadhia Pulham. Le style « château écossais », inspiré des romans de Walter Scott, fait alors fureur sur la Côte d'Azur.

### Âge d'or du palais et le duc de Vallombrosa

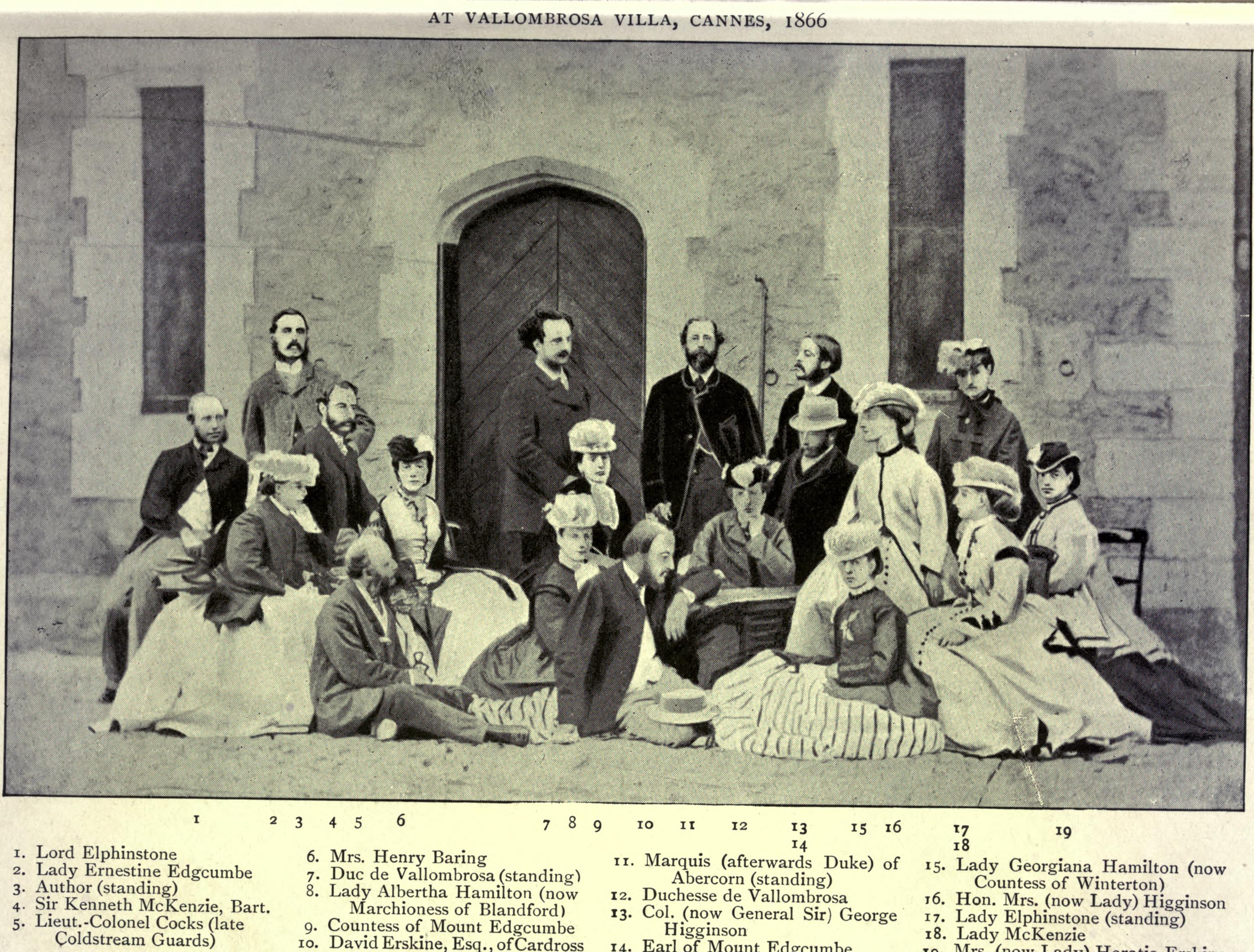
Le duc et la duchesse de Vallombrosa avec leurs invités en 1866 devant le porche couvert.

En 1858 le marquis de Conyngham, neveu de Lord Londesborough et pair d'Angleterre vend le château pour 180 000 F à Richard Manca Amat, duc de Vallombrosa qui ajoute une chapelle, fait décorer le hall, agrandit et enrichit le parc. Le duc décide alors de quitter la vie dorée aristocratique parisienne où il jouissait d'une renommée certaine fleurant le roman de cape et d'épée ; très rapidement, en fin organisateur et dynamique animateur, il devient une des locomotives de la vie cannoise. À la nouvelle "Villa Vallombrosa" se rencontrent ainsi les membres les plus huppés de la colonie azuréenne et des artistes célèbres tels que la fameuse cantatrice suédoise Christine Nilsson, Madame Conneau et Diaz de Soria, le harpiste Alphonse Hasselmans, le violoniste Paul Viardot. Charles Gounod y joue ses dernières œuvres. Les invités peuvent y prodiguer leurs "talents de société" : la comtesse de Guerne chante et Mademoiselle de Banuelos joue de la guitare andalouse… D'autres personnalités sont les invités du duc : Léopold Bucquet, Eugène Tripet et son épouse Alexandra Féodorovna Skrypitzine, James de Colquhoum et Victor Béchard avec qui le duc fonde la société des Régates en 1863 ; la duchesse d'Edimbourg accompagnée de l'archiduc Victor, frère de l'empereur d'Autriche auquel il fait visiter l'île Sainte-Marguerite en 1877 ; 1884, le comte et la comtesse de Paris, le maréchal Mac-Mahon ; le Prince de Galles, la comtesse de Saxe Cobourg-Gotha, etc. 
En 1864, le duc concède en usufruit à l'artiste lithographe Victor Petit un bout de terrain avec une maison au pied de son parc : ce sera la "piccola villa du Riou". Mais la propriété accueille aussi les blessés et les malades de l'armée de la Loire en 1870, logés dans les principales villas transformées en hôpital sous la direction de son épouse depuis 1857, Geneviève de Pérusse des Cars (1836-1886), fille d'Amédée François Régis, second duc des Cars, et d'Augustine Joséphine Frédérique du Bouchet de Sourches.
Après sa mort de la duchesse le 17 octobre 1886 au château d'Abondant (Eure-et-Loir), propriété maternelle, son époux quittera Cannes pour retourner vivre à Paris. Le nom de duchesse de Vallombrosa a été donnée à deux roses, une rose clair, obtenue par Dunand en 1875, représentée par Thaddeus Welch en 1888 (cf. la chromolithographie mise en ligne) et une rose-thé rouge, créée par Nabonnand vers 1879-1880. Le portrait assez "ingresque" de la duchesse par Cabanel fut prêté en 1922 par sa fille unique Claire, comtesse Lafond, à l'exposition Cent ans de peinture française (1821-1921) d'Ingres au Cubisme organisée au profit du musée de Strasbourg au siège parisien de la Chambre des Antiquaires (reprod. par Léandre Vaillat ds "L'Illustration" n°4126, 1/04/1922 - arch. pers.). Il existe une photographie d'elle, avec probablement sa fille, datée vers 1870-1879 (ancienne collection de son fils le marquis de Morès, Historical Society of North Dakota - document mis en ligne).
En 1893 le duc — qui mourra dix ans plus tard à Pouilly sur Loire — vendra la demeure à un riche hôtelier allemand ; c'est la fin du "Palais Vallombrosa". Le 9 juin 1896, un de ses deux fils ayant vécu (le troisième étant mort en bas âge), l'aventurier et militant politique Antoine Amédée Marie Vincent, marquis de Morès, ami d’Édouard Drumont et ennemi de Georges Clemenceau, fut tué à la frontière de la Tunisie et la Libye.

### Hôtel du Parc

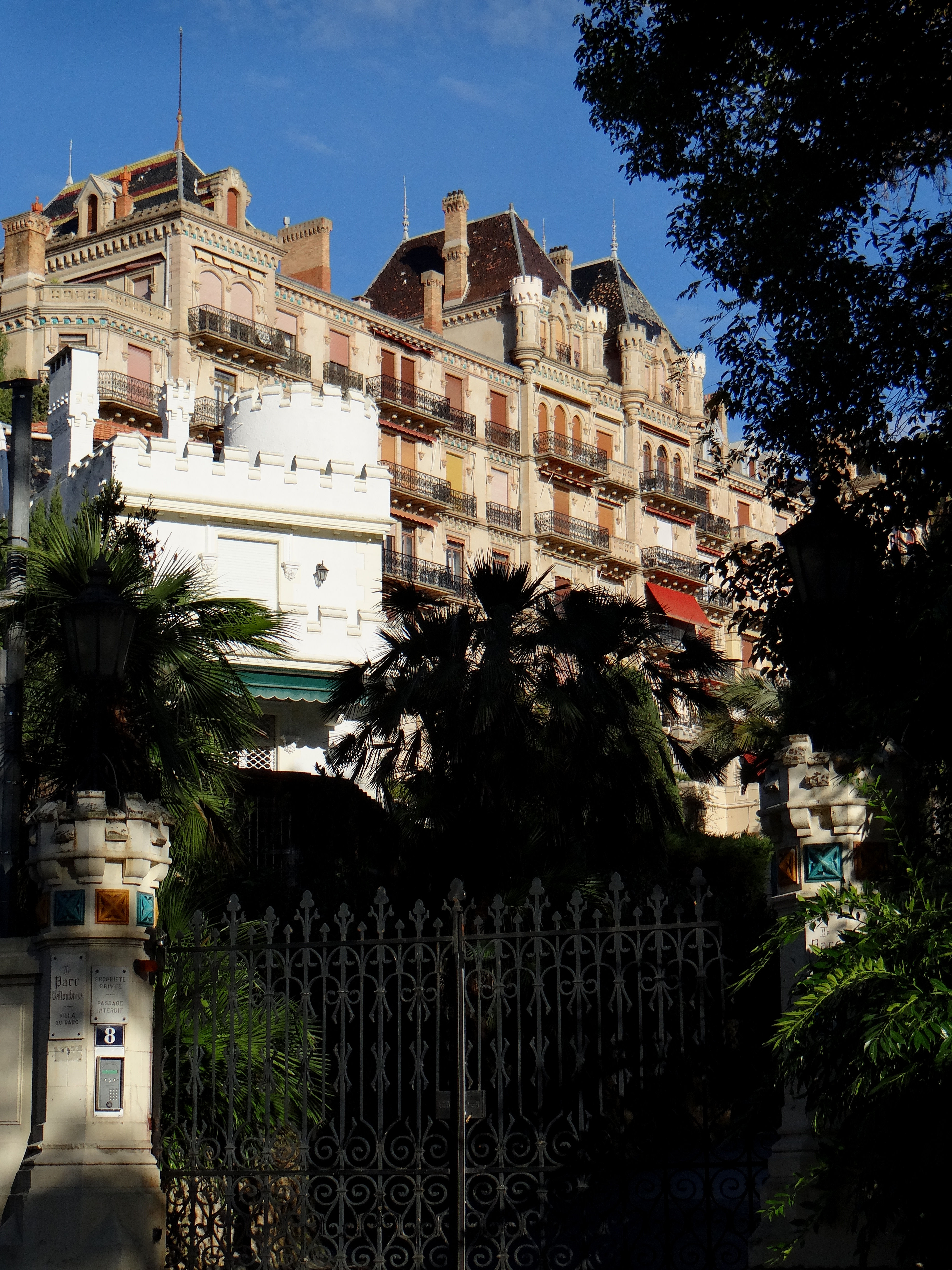
L'entrée du parc Vallombrosa,
l'ancien hôtel du Parc et la villa du Parc

En 1893, le riche hôtelier de nationalité allemande et propriétaire de l'hôtel du Pavillon Martin Ellmer se porte acquéreur du "Palais Vallombrosa", qu'il transforme et rebaptise en « Hôtel du Parc » en 1909. Il fait agrandir et aménager l’édifice en hôtel de voyageurs par l’architecte Laurent Vianay, dans un style proche du baroque. Le donjon est arasé, les tours et terrasses couvertes de toitures, les grands étages entresolés et les murs percés de nombreuses fenêtres à balcons, enfin deux ailes sont ajoutées au bâtiment dont la façade a dès lors plus de 150 m de longueur. Durant de nombreuses années, c'est le palace le plus luxueux de la côte d'Azur.

### Un hôtel devenu un immeuble de copropriété
Comme beaucoup de grandes demeures historiques, celle-ci fut la proie de promoteurs immobiliers qui profitèrent de la crise hôtelière. L'entretien de tels palais devenait une charge difficile à supporter, surtout pour des particuliers. Vers 1934 l'Hôtel du Parc ferma ses portes pour devenir un immeuble de copropriété pour classes sociales fortunées. 

## Protection du patrimoine
Le parc Vallombrosa et l'ancien Hôtel du Parc sont partiellement inscrits à l'inventaire supplémentaire des monuments historiques par arrêté du 10 juin 1993. La protection concerne à l'extérieur le parc, les façades et les toitures de l'ancien hôtel, et à l'intérieur, le grand hall Ouest, les couloirs et halls secondaires du rez-de-chaussée surélevé, les deux escaliers principaux et la chapelle. Le château Sainte-Ursule, puis des Tours, le jardin d'agrément du château Sainte-Ursule, puis des Tours et l'hôtel du Parc, actuellement Résidence du Parc Vallombrosa sont inscrits à l'Inventaire général du patrimoine culturel au titre du recensement du patrimoine balnéaire de Cannes.